# 柳町公園
柳町公園（やなぎまちこうえん）は、北海道釧路市にある公園。

## 概要

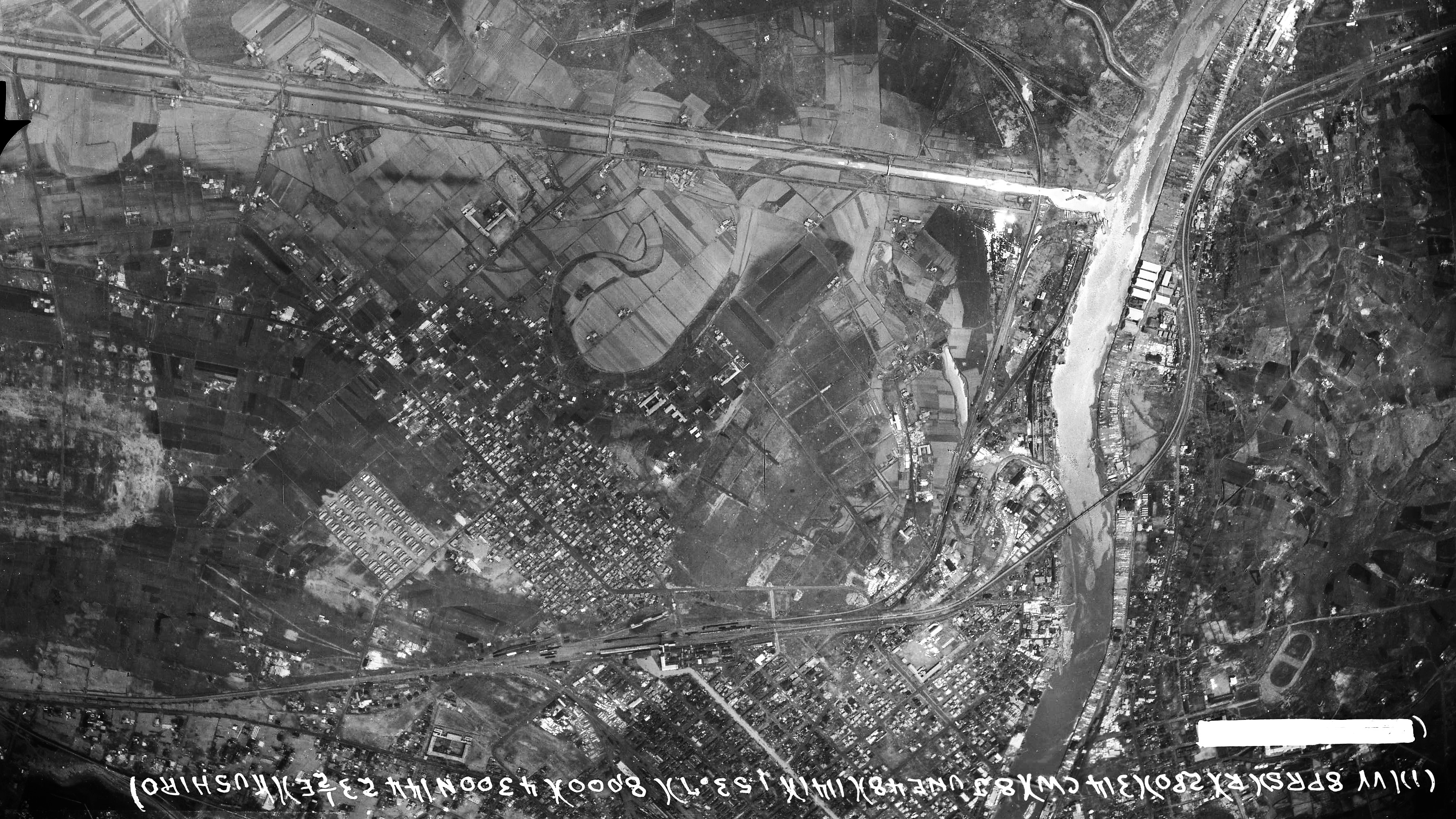
大排水溝だった頃の空撮写真

釧路市中心部よりやや北西に位置する（両側の車道に挟まれた）帯状の公園（幅約83m、長さ約2.4km）。当初は、1920年（大正9年）に発生した水害を契機に翌年から10年かけて建築した釧路川と新釧路川を結ぶ大排水溝として計画していた。その後、木材輸送が鉄道に変わったことによって掘削が完了しないうちに工事終了となり、以後は運河と呼称されていた。1979年（昭和54年）に都市環境の向上や災害時の避難場所と位置づけした整備計画を策定。1982年（昭和57年）から国庫補助事業（補助事業）で整備を進め、2004年度（平成16年度）に完成した。

## 施設
釧路市民文化会館

柳町テニスコート
利用期間：5月1日から10月31日までの期間
クレイコート：8面

柳町パークゴルフ場
利用期間：5月20日から10月31日までの期間
湿原コース、草原コース、林間コース：各9ホール

釧路市柳町スピードスケート場
利用期間：11月1日から3月15日までの期間
日本スケート連盟公認：1周400m×15m
管理棟：鉄筋コンクリート造2階建
記録棟：コンクリートブロック造2階建
収容人員：室内観覧席883席、盛土スタンド5,000名
夜間照明設備完備、電光時計計測システムを設置

柳町ローラースケートコース（スピードスケート場内）
利用期間：4月20日から9月30日までの期間
1周：200m

釧路市柳町アイスホッケー場
利用期間：5月1日から3月15日までの期間
鉄骨造平屋建一部2階建
アイスホッケーリンク：1面（30m×60m）
収容人員：384名

バーベキューコーナー
12炉

## 運河時代に架橋されていた橋
下記の橋により、運河に隔てられていた両岸地域間を行き来出来た。
- 古川橋
- 共栄橋
- 柳橋
- 宝橋

## 参考資料
- “釧路市都市公園条例施行規則”. 釧路市例規類集.  釧路市. 2015年12月17日閲覧。
- “釧路市柳町スケート場条例”. 釧路市例規類集.   釧路市. 2015年12月18日閲覧。
- “釧路市柳町スケート場条例施行規則”. 釧路市例規類集.   釧路市. 2015年12月18日閲覧。
- “釧路市体育施設管理条例”. 釧路市例規類集.   釧路市. 2015年12月18日閲覧。
- “釧路市の公園・緑地” (PDF).   釧路市 (2008年). 2015年12月17日閲覧。
- “釧路市スポーツ施設要覧” (PDF).   釧路市. 2015年12月17日閲覧。